# Grallaricula loricata
Grallaricula loricata là một loài chim trong họ Grallariidae.